# Pan Pacific Swimming Championships 2010
| Pan Pacific Swimming Championships 2010   | Pan Pacific Swimming Championships 2010   |
| Logo                                      | Logo                                      |
| ----------------------------------------- | ----------------------------------------- |
| Veranstaltungsort                         | Irvine                                    |
| Teilnehmende Nationen                     | 21                                        |
| Teilnehmende Athleten                     | 336                                       |
| Entscheidungen                            | 42                                        |
| Eröffnung                                 | 18. August 2010                           |
| Abschluss                                 | 22. August 2010                           |
| Chronik                                   |                                           |
| ← Pan Pacific Swimming Championships 2006 | Pan Pacific Swimming Championships 2014 → |

| Medaillenspiegel | Medaillenspiegel    | Medaillenspiegel | Medaillenspiegel | Medaillenspiegel | Medaillenspiegel |
| Platz            | Land                | G                | S                | B                | Gesamt           |
| ---------------- | ------------------- | ---------------- | ---------------- | ---------------- | ---------------- |
| 1                | Vereinigte Staaten  | 28               | 19               | 10               | 56               |
| 2                | Australien          | 6                | 15               | 11               | 32               |
| 3                | Japan               | 3                | 5                | 5                | 13               |
| 4                | Kanada              | 2                | 2                | 7                | 11               |
| 5                | Brasilien           | 2                | 2                | 4                | 8                |
| 6                | Südkorea            | 1                | 1                | 0                | 2                |
| 7                | Volksrepublik China | 0                | 0                | 2                | 2                |
| 7                | Südafrika           | 0                | 0                | 2                | 2                |
| 9                | Chile               | 0                | 0                | 1                | 1                |
| 9                | Neuseeland          | 0                | 0                | 1                | 1                |
| Gesamt           | Gesamt              | 42               | 43               | 43               | 134              |

Die 11. Pan Pacific Swimming Championships (auch 2010 Mutual of Omaha Pan Pacific Swimming Championships) fanden vom 18. bis 22. August 2010 in Irvine, Kalifornien statt.
Die Beckenschwimmwettbewerbe wurden im William Woollett Jr. Aquatic Center und die beiden Wettkämpfe im Freiwasser über 10 Kilometer im Long Beach Marine Stadium, dem Austragungsort der Ruderwettbewerbe der Olympischen Sommerspiele 1932 von Los Angeles, abgehalten.

## Teilnehmende Nationen
Insgesamt nahmen 336 Athleten aus 21 Nationen an den Pan Pacific Swimming Championships 2010 teil:
| - Australien - Brasilien - Chile - Volksrepublik China - Chinesisch Taipeh - Ecuador - Hongkong | - Japan - Cayman Islands - Kanada - Südkorea - Neuseeland - Papua-Neuguinea - Peru | - Philippinen - Simbabwe - Singapur - Südafrika - Trinidad und Tobago - Tunesien - Vereinigte Staaten |

## Zeichenerklärung
- US = Schnellste auf US-amerikanischen Boden geschwommen Zeit
- CR = Championship Record
- DNS = Did not start

## Schwimmen Männer

### Freistil

#### 50 m Freistil
Finale am 21. August
| Platz | Land       | Athlet            | Zeit        |
| ----- | ---------- | ----------------- | ----------- |
| 1     | USA        | Nathan Adrian     | 00:21,55 CR |
| 2     | Brasilien  | César Cielo Filho | 00:21,57    |
| 3     | Kanada     | Brent Hayden      | 00:21,89    |
| 4     | Brasilien  | Bruno Fratus      | 00:21,93    |
| 5     | Südafrika  | Gideon Louw       | 00:22:08    |
| 6     | USA        | Cullen Jones      | 00:22,10    |
| 7     | Australien | Ashley Callus     | 00:22,15    |
| 8     | Australien | Cameron Prosser   | 00:22,41    |

#### 100 m Freistil
Finale am 19. August
| Platz | Land       | Athlet            | Zeit        |
| ----- | ---------- | ----------------- | ----------- |
| 1     | USA        | Nathan Adrian     | 00:48,15 CR |
| 2     | Kanada     | Brent Hayden      | 00:48,19    |
| 3     | Brasilien  | César Cielo Filho | 00:48,48    |
| 4     | USA        | Jason Lezak       | 00:48,57    |
| 5     | Südafrika  | Graeme Moore      | 00:48,76    |
| 6     | Australien | Kyle Richardson   | 00:48,81    |
| 7     | Australien | Eamon Sullivan    | 00:48,84    |
| 8     | Südafrika  | Lyndon Ferns      | 00:49,46    |

#### 200 m Freistil
Finale am 18. August
| Platz | Land       | Athlet               | Zeit     |
| ----- | ---------- | -------------------- | -------- |
| 1     | USA        | Ryan Lochte          | 01:45,30 |
| 2     | Südkorea   | Park Tae-hwan        | 01:46,27 |
| 3     | USA        | Peter Vanderkaay     | 01:46,65 |
| 4     | Australien | Thomas Fraser-Holmes | 01:47,23 |
| 5     | Australien | Kenrick Monk         | 01:47,37 |
| 6     | Südafrika  | Jean Basson          | 01:47,43 |
| 7     | Japan      | Yuki Kobori          | 01:48,42 |
| 8     | Japan      | Yoshihiro Okumura    | 01:49,28 |

#### 400 m Freistil
Finale am 20. August
| Platz | Land                | Athlet           | Zeit     |
| ----- | ------------------- | ---------------- | -------- |
| 1     | Südkorea            | Park Tae-hwan    | 03:44,73 |
| 2     | Kanada              | Ryan Cochrane    | 03:46,78 |
| 3     | Volksrepublik China | Zhang Lin        | 03:46,91 |
| 4     | USA                 | Peter Vanderkaay | 03:47,11 |
| 5     | USA                 | Charlie Houchin  | 03:47,98 |
| 6     | Japan               | Takeshi Matsuda  | 03:49,10 |
| 7     | Australien          | Robert Hurley    | 03:49,36 |
| 8     | Japan               | Junpei Higashi   | 03:51,90 |

#### 800 m Freistil
Finale am 21. August
| Platz | Land       | Athlet           | Zeit     |
| ----- | ---------- | ---------------- | -------- |
| 1     | Kanada     | Ryan Cochrane    | 07:48,71 |
| 2     | USA        | Chad La Tourette | 07:51,62 |
| 3     | Japan      | Takeshi Matsuda  | 07:51,87 |
| 4     | Australien | Robert Hurley    | 07:52,71 |
| 5     | USA        | Peter Vanderkaay | 07:54,10 |
| 6     | USA        | Charlie Houchin  | 07:55,98 |
| 7     | Japan      | Junpei Higashi   | 07:58,73 |
| 8     | USA        | Arthur Frayler   | 07:59,77 |

#### 1500 m Freistil
Finale am 18. August
| Platz | Land                | Athlet           | Zeit     |
| ----- | ------------------- | ---------------- | -------- |
| 1     | Kanada              | Ryan Cochrane    | 14:49,47 |
| 2     | USA                 | Chad La Tourette | 14:54,48 |
| 3     | Volksrepublik China | Zhang Lin        | 14:58,90 |
| 4     | USA                 | Sean Ryan        | 15:06,34 |
| 5     | USA                 | Andrew Gemmell   | 15:07,51 |
| 6     | USA                 | Michael Klueh    | 15:12,04 |
| 7     | USA                 | Arthur Frayler   | 15:12,89 |
| 8     | Südkorea            | Park Tae-hwan    | 15:13,91 |

### Schmetterling

#### 50 m Schmetterling
Finale am 18. August
| Platz | Land       | Athlet             | Zeit        |
| ----- | ---------- | ------------------ | ----------- |
| 1     | Brasilien  | César Cielo Filho  | 00:23,03 CR |
| 2     | Brasilien  | Nicholas Santos    | 00:23,33    |
| 3     | Südafrika  | Roland Schoeman    | 00:23,39    |
| 4     | Australien | Geoff Huegill      | 00:23,42    |
| 5     | USA        | Cullen Jones       | 00:23,50    |
| 6     | Japan      | Masayuki Kishida   | 00:23,77    |
| 7     | USA        | Timothy Phillips   | 00:23,92    |
| 8     | Australien | Mitchell Patterson | 00:23,94    |

#### 100 m Schmetterling
Finale am 20. August
| Platz | Land                | Athlet           | Zeit        |
| ----- | ------------------- | ---------------- | ----------- |
| 1     | USA                 | Michael Phelps   | 00:50,86 CR |
| 2     | USA                 | Tyler McGill     | 00:51,85    |
| 3     | Japan               | Takurō Fujii     | 00:52,12    |
| 4     | Japan               | Masayuki Kishida | 00:52,16    |
| 5     | Australien          | Geoff Huegill    | 00:52,32    |
| 6     | Australien          | Chris Wright     | 00:52,40    |
| 7     | Volksrepublik China | Wu Peng          | 00:52,61    |
| 8     | Papua-Neuguinea     | Ryan Pini        | 00:52,94    |

#### 200 m Schmetterling
Finale am 18. August
| Platz | Land                | Athlet              | Zeit     |
| ----- | ------------------- | ------------------- | -------- |
| 1     | USA                 | Michael Phelps      | 01:54,11 |
| 2     | Australien          | Nick D’Arcy         | 01:54,73 |
| 3     | Japan               | Takeshi Matsuda     | 01:54,81 |
| 4     | Volksrepublik China | Wu Peng             | 01:55,36 |
| 5     | Brasilien           | Marcio Kaio Almeida | 01:55,66 |
| 6     | Japan               | Rysuke Sakata       | 01:56,83 |
| 7     | USA                 | Tyler Clary         | 01:56,83 |
| 8     | Kanada              | Stefan Hirniak      | 01:57,94 |

### Rücken

#### 50 m Rücken
Finale am 19. August
| Platz | Land       | Athlet          | Zeit     |
| ----- | ---------- | --------------- | -------- |
| 1     | Japan      | Jun’ya Koga     | 00:24,86 |
| 2     | Australien | Ashley Delaney  | 00:24,98 |
| 3     | USA        | Nick Thoman     | 00:25,02 |
| 4     | USA        | David Plummer   | 00:25,09 |
| 5     | Australien | Ben Treffers    | 00:25,32 |
| 6     | Japan      | Ryōsuke Irie    | 00:25,41 |
| 7     | Brasilien  | Glauber Silva   | 00:25,86 |
| 8     | Brasilien  | Guilherme Guido | 00:25,83 |

#### 100 m Rücken
Finale am 18. August
| Platz | Land       | Athlet          | Zeit        |
| ----- | ---------- | --------------- | ----------- |
| 1     | USA        | Aaron Peirsol   | 00:52,31 CR |
| 2     | Japan      | Jun’ya Koga     | 00:53,63    |
| 3     | Australien | Ashley Delaney  | 00:53,67    |
| 4     | Japan      | Ryosuke Ire     | 00:53,71    |
| 5     | USA        | David Plummer   | 00:53,80    |
| 6     | Australien | Hayden Stoeckel | 00:54,06    |
| 7     | Neuseeland | Kean Gareth     | 00:54,57    |
| 8     | Brasilien  | Guilherme Guido | 00:55,05    |

#### 200 m Rücken
Finale am 20. August
| Platz | Land       | Athlet          | Zeit        |
| ----- | ---------- | --------------- | ----------- |
| 1     | USA        | Ryan Lochte     | 01:54,12 CR |
| 2     | USA        | Tyler Clary     | 01:54,90    |
| 3     | Japan      | Ryōsuke Irie    | 01:55,21    |
| 4     | Australien | Ashley Delaney  | 01:57,78    |
| 5     | Neuseeland | Gareth Kean     | 01:58,55    |
| 6     | Südafrika  | George Du Rand  | 01:59,66    |
| 7     | Kanada     | Charles Francis | 02:00,37    |
| 8     | Kanada     | Tobias Oriwol   | 02:00,79    |

### Brust

#### 50 m Brust
Finale am 20. August
| Platz | Land       | Athlet              | Zeit        |
| ----- | ---------- | ------------------- | ----------- |
| 1     | Brasilien  | Felipe França Silva | 00:27,26 US |
| 2     | USA        | Mark Gangloff       | 00:27,52    |
| 3     | Kanada     | Scott Dickens       | 00:27,63    |
| 4     | Australien | Brenton Rickard     | 00:27,65    |
| 5     | Japan      | Kōsuke Kitajima     | 00:27,67    |
| 5     | Japan      | Ryō Tateishi        | 00:27,67    |
| 7     | Brasilien  | João Gomes Júnior   | 00:27,69    |
| 8     | USA        | Michael Alexandrov  | 00:27,70    |

#### 100 m Brust
Finale am 19. August
| Platz | Land       | Athlet             | Zeit     |
| ----- | ---------- | ------------------ | -------- |
| 1     | Japan      | Kōsuke Kitajima    | 00:59,35 |
| 2     | Australien | Christian Sprenger | 01:00,18 |
| 3     | USA        | Mark Gangloff      | 01:00,24 |
| 4     | Japan      | Ryō Tateishi       | 01:00,26 |
| 5     | Australien | Brenton Rickard    | 01:00,28 |
| 6     | USA        | Eric Shanteau      | 01:00,55 |
| 7     | Brasilien  | Tales Cerdeira     | 01:00,63 |
| 8     | Brasilien  | Felipe Lima        | 01:00,90 |

#### 200 m Brust
Finale am 21. August
| Platz | Land       | Athlet           | Zeit        |
| ----- | ---------- | ---------------- | ----------- |
| 1     | Japan      | Kōsuke Kitajima  | 02:08,36 CR |
| 2     | Australien | Brenton Rickard  | 02:09,97    |
| 3     | USA        | Eric Shanteau    | 02:10,13    |
| 4     | Japan      | Naoya Tomita     | 02:10,99    |
| 5     | Kanada     | Scott Dickens    | 02:12,61    |
| 6     | Australien | Craig Calder     | 02:12,62    |
| 7     | USA        | Scott Spann      | 02:13,08    |
| 8     | Brasilien  | Henrique Barbosa | 02:14,42    |

### Lagen

#### 200 m Lagen
Finale am 21. August
| Platz | Land       | Athlet             | Zeit        |
| ----- | ---------- | ------------------ | ----------- |
| 1     | USA        | Ryan Lochte        | 01:54,43 CR |
| 2     | USA        | Tyler Clary        | 01:57,61    |
| 3     | Brasilien  | Thiago Pereira     | 01:57,83    |
| 4     | Japan      | Ken Takakuwa       | 01:58,06    |
| 5     | Brasilien  | Henrique Rodrigues | 01:59,00    |
| 6     | Australien | Leith Brodie       | 01:59,74    |
| 7     | Japan      | Kōsuke Hagino      | 02:00,97    |
| 8     | Australien | Tommaso D’Orsogna  | 02:03,99    |

#### 400 m Lagen
Finale am 19. August
| Platz | Land       | Athlet         | Zeit        |
| ----- | ---------- | -------------- | ----------- |
| 1     | USA        | Ryan Lochte    | 04:07,59 CR |
| 2     | USA        | Tyler Clary    | 04:09,55    |
| 3     | Brasilien  | Thiago Pereira | 04:12,09    |
| 4     | Japan      | Yūya Horihata  | 04:15,93    |
| 5     | Kanada     | Brian Johns    | 04:16,21    |
| 6     | Japan      | Ken Takakuwa   | 04:17,47    |
| 7     | Kanada     | Andrew Ford    | 04:21,66    |
| 8     | Australien | Jayden Hadler  | 04:23,72    |

### Staffel

#### Staffel 4 × 100 m Freistil
Finale am 20. August
| Platz | Land       | Athleten                                                               | Zeit        |
| ----- | ---------- | ---------------------------------------------------------------------- | ----------- |
| 1     | USA        | - Michael Phelps - Ryan Lochte - Jason Lezak - Nathan Adrian           | 03:11,74 CR |
| 2     | Australien | - Eamon Sullivan - Kyle Richardson - Cameron Prosser - James Magnussen | 03:14,30    |
| 3     | Südafrika  | - Lyndon Ferns - Gideon Louw - Roland Schoeman - Graeme Moore          | 03:15,93    |
| 4     | Kanada     | - Brent Hayden - Colin Russell - Richard Hortess - Luke Peddie         | 03:16,53    |
| 5     | Japan      | - Takurō Fujii - Sho Uchida - Rammaru Harada - Shunsuke Kuzuhara       | 03:17,49    |
| 6     | Südkorea   | - Jeong Doo-Hee - Park Minkyu - Park Seonkwan - Bae Joonmo             | 02:24,53    |

#### Staffel 4 × 200 m Freistil
Finale am 19. August
| Platz | Land       | Athleten                                                             | Zeit        |
| ----- | ---------- | -------------------------------------------------------------------- | ----------- |
| 1     | USA        | - Michael Phelps - Peter Vanderkaay - Ricky Berens - Ryan Lochte     | 07:03,84 CR |
| 2     | Japan      | - Takeshi Matsuda - Yuki Kobori - Yoshihiro Okumura - Sho Uchida     | 07:11,01    |
| 3     | Australien | - Thomas Fraser-Holmes - Nick Ffrost - Kenrick Monk - Leith Brodie   | 07:11,05    |
| 4     | Kanada     | - Brent Hayden - Colin Russell - Brian Johns - Stefan Hirniak        | 07:12,66    |
| 5     | Brasilien  | - Andre Schultz - Frederico Castro - Leonardo Fim - Nicolas Oliveira | 07:27,74    |
| 6     | Südkorea   | - Park Minkyu - Kang Yonghwan - Jang Sangjin - Bae Joonmo            | 07:32,99    |

#### Staffel 4 × 100 m Lagen
Finale am 21. August
| Platz | Land       | Athleten                                                                    | Zeit        |
| ----- | ---------- | --------------------------------------------------------------------------- | ----------- |
| 1     | USA        | - Aaron Peirsol - Mark Gangloff - Michael Phelps - Nathan Adrian            | 03:32,48 US |
| 2     | Japan      | - Jun’ya Koga - Kōsuke Kitajima - Masayuki Kishida - Takurō Fujii           | 03:33,90    |
| 3     | Australien | - Ashley Delaney - Christian Sprenger - Geoff Huegill - Kyle Richardson     | 03:35,55    |
| 4     | Brasilien  | - Guilherme Guido - Tales Cerdeira - Gabriel Mangabeira - César Cielo Filho | 03:36,86    |
| 5     | Kanada     | - Jake Tapp - Scott Dickens - Joe Bartoch - Brent Hayden                    | 03:37,01    |
| 6     | Neuseeland | - Gareth Kean - Glenn Snyders - Moss Burmester - Carl O’Donnell             | 03:38,69    |
| 7     | Südkorea   | - Park Seonkwan - Choi Kyu-Woong - Jeong Doo-Hee - Park Minkyu              | 03:43,00    |

### Langdistanz

#### 10 Kilometer
Finale am 22. August
| Platz | Land       | Athlet              | Zeit        |
| ----- | ---------- | ------------------- | ----------- |
| 1     | USA        | Chip Peterson       | 1:56:00,020 |
| 2     | USA        | Frances Crippen     | 1:56:02,744 |
| 3     | Kanada     | Richard Weinberger  | 1:56:02,984 |
| 4     | Brasilien  | Allan Carmo         | 1:56:04,678 |
| 5     | USA        | Arthur Frayler      | 1:58:23,063 |
| 6     | Australien | George O’Brien      | 1:59:19,697 |
| 7     | Australien | Christopher Ashwood | 1:59:24,716 |
| 8     | USA        | Sean Ryan           | 1:59:26,172 |

## Schwimmen Frauen

### Freistil

#### 50 m Freistil
Finale am 21. August
| Platz | Land       | Athlet                     | Zeit        |
| ----- | ---------- | -------------------------- | ----------- |
| 1     | USA        | Jessica Hardy              | 00:24,63 CR |
| 2     | USA        | Amanda Weir                | 00:24,70    |
| 3     | Kanada     | Victoria Poon              | 00:24,76    |
| 4     | Australien | Yolane Kukla               | 00:24,95    |
| 5     | Australien | Marieke Guehrer            | 00:24,99    |
| 6     | Neuseeland | Hayley Palmer              | 00:25,35    |
| 7     | Brasilien  | Flavia Delaroli-Cazziolato | 00:25,36    |
| 8     | Japan      | Tomoko Hagiwara            | 00:25,49    |

#### 100 m Freistil
Finale am 19. August
| Platz | Land       | Athlet           | Zeit        |
| ----- | ---------- | ---------------- | ----------- |
| 1     | USA        | Natalie Coughlin | 00:53,67 CR |
| 2     | Australien | Emily Seebohm    | 00:53,96    |
| 2     | USA        | Dana Vollmer     | 00:53,96    |
| 4     | Australien | Yolane Kukla     | 00:54,02    |
| 5     | Kanada     | Victoria Poon    | 00:54,45    |
| 6     | Japan      | Haruka Ueda      | 00:54,93    |
| 7     | Hongkong   | Hannah Wilson    | 00:55,32    |
| 8     | Neuseeland | Hayley Palmer    | 00:56,04    |

#### 200 m Freistil
Finale am 18. August
| Platz | Land       | Athlet           | Zeit        |
| ----- | ---------- | ---------------- | ----------- |
| 1     | USA        | Allison Schmitt  | 01:56,10 CR |
| 2     | USA        | Morgan Scroggy   | 01:57,13    |
| 3     | Australien | Blair Evans      | 01:57,27    |
| 4     | Australien | Kylie Palmer     | 01:57,50    |
| 5     | Japan      | Haruka Ueda      | 01:57,89    |
| 6     | Kanada     | Genevieve Saumur | 01:58,80    |
| 7     | Neuseeland | Tash Hind        | 01:58,80    |
| 8     | Kanada     | Barbara Jardin   | 01:58,98    |

#### 400 m Freistil
Finale am 20. August
| Platz | Land       | Athlet           | Zeit     |
| ----- | ---------- | ---------------- | -------- |
| 1     | USA        | Cloe Sutton      | 04:05,19 |
| 2     | Australien | Katie Goldman    | 04:05,84 |
| 3     | Australien | Blair Evans      | 04:06,36 |
| 4     | USA        | Allison Schmitt  | 04:06,73 |
| 5     | Neuseeland | Lauren Boyle     | 04:09,59 |
| 6     | Kanada     | Barbara Jardin   | 04:11,53 |
| 7     | Kanada     | Alexa Komarnycky | 04:12,67 |
| 8     | Japan      | Yurie Yano       | 04:14,95 |

#### 800 m Freistil
Finale am 18. August
| Platz | Land       | Athlet          | Zeit     |
| ----- | ---------- | --------------- | -------- |
| 1     | USA        | Kate Ziegler    | 08:21,59 |
| 2     | USA        | Cloe Sutton     | 08:24,51 |
| 3     | Australien | Katie Goldman   | 08:26,38 |
| 4     | Australien | Melissa Gorman  | 08:30,45 |
| 5     | Chile      | Kristel Köbrich | 08:31,95 |
| 6     | Japan      | Maiko Fujino    | 08:33,84 |
| 7     | USA        | Haley Anderson  | 08:35,33 |
| 8     | Neuseeland | Lauren Boyle    | 08:36,65 |

#### 1500 m Freistil
Finale am 21. August
| Platz | Land       | Athlet          | Zeit     |
| ----- | ---------- | --------------- | -------- |
| 1     | Australien | Melissa Gorman  | 16:01,53 |
| 2     | USA        | Kate Ziegler    | 16:03,26 |
| 3     | Chile      | Kristel Köbrich | 16:06,26 |
| 4     | USA        | Haley Anderson  | 16:18,10 |
| 5     | Japan      | Maiko Fujino    | 16:19,15 |
| 6     | Japan      | Chika Yonenaga  | 16:24,71 |
| 7     | Japan      | Yumi Kida       | 16:35,47 |
| 8     | Japan      | Yurie Yano      | 16:41,22 |

### Schmetterling

#### 50 m Schmetterling
Finale am 18. August
| Platz | Land       | Athlet             | Zeit     |
| ----- | ---------- | ------------------ | -------- |
| 1     | Australien | Marieke Guehrer    | 00:25,99 |
| 2     | Australien | Emily Seebohm      | 00:26,08 |
| 3     | USA        | Christine Magnuson | 00:26,33 |
| 4     | Japan      | Yuka Katō          | 00:26,38 |
| 5     | Brasilien  | Gabriella Silva    | 00:26,52 |
| 6     | USA        | Jessica Hardy      | 00:26,61 |
| 7     | Hongkong   | Hannah Wilson      | 00:27,01 |
| 8     | Kanada     | Katerine Savard    | 00:27,16 |

#### 100 m Schmetterling
Finale am 20. August
| Platz | Land       | Athlet             | Zeit     |
| ----- | ---------- | ------------------ | -------- |
| 1     | USA        | Dana Vollmer       | 00:57,56 |
| 2     | USA        | Christine Magnuson | 00:57,95 |
| 3     | Australien | Alica Coutts       | 00:57,99 |
| 4     | Australien | Yolane Kukla       | 00:58,22 |
| 5     | Japan      | Yuka Katō          | 00:58,75 |
| 6     | Kanada     | Katerine Savard    | 00:58,92 |
| 7     | Kanada     | Audrey Lacroix     | 00:59,22 |
| 8     | Japan      | Tomoyo Fukuda      | 00:59,35 |

#### 200 m Schmetterling
Finale am 18. August
| Platz | Land       | Athlet            | Zeit     |
| ----- | ---------- | ----------------- | -------- |
| 1     | Australien | Jessicah Schipper | 02:06,90 |
| 2     | USA        | Teresa Crippen    | 02:06,93 |
| 3     | USA        | Kathleen Hersey   | 02:07,27 |
| 4     | Kanada     | Audrey Lacroix    | 02:08,32 |
| 5     | Japan      | Natsumi Hoshi     | 02:08,49 |
| 6     | Australien | Samantha Hamill   | 02:09,23 |
| 7     | Kanada     | MacKenzie Downing | 02:11,39 |
| 8     | Japan      | Yurie Yano        | 02:11,91 |

### Rücken

#### 50 m Rücken
Finale am 19. August
| Platz | Land       | Athlet          | Zeit     |
| ----- | ---------- | --------------- | -------- |
| 1     | Australien | Sophie Edington | 00:27,83 |
| 2     | Japan      | Aya Terakawa    | 00:28,04 |
| 3     | USA        | Rachel Bootsma  | 00:28,44 |
| 3     | Brasilien  | Fabiola Molina  | 00:28,44 |
| 3     | Neuseeland | Emily Thomas    | 00:28,44 |
| 6     | Australien | Grace Loh       | 00:28,45 |
| 7     | Kanada     | Julia Wilkinson | 00:28,55 |
| 8     | Japan      | Shihio Sakai    | 00:28,75 |

#### 100 m Rücken
Finale am 18. August
| Platz | Land       | Athlet           | Zeit        |
| ----- | ---------- | ---------------- | ----------- |
| 1     | Australien | Emily Seebohm    | 00:59,45 CR |
| 2     | Japan      | Aya Terakawa     | 00:59,59    |
| 3     | USA        | Natalie Coughlin | 00:59,70    |
| 4     | USA        | Missy Franklin   | 01:00,16    |
| 5     | Kanada     | Julia Wilkinson  | 01:00,44    |
| 6     | Australien | Sophie Edington  | 01:00,54    |
| 7     | Japan      | Shihio Sakai     | 01:00,68    |
| 8     | Brasilien  | Fabiola Molina   | 01:02,02    |

#### 200 m Rücken
Finale am 20. August
| Platz | Land       | Athlet           | Zeit     |
| ----- | ---------- | ---------------- | -------- |
| 1     | USA        | Elizabeth Beisel | 02:07,83 |
| 2     | USA        | Elizabeth Pelton | 02:08,10 |
| 3     | Australien | Belinda Hocking  | 02:08,60 |
| 4     | Japan      | Shiho Sakai      | 02:09,12 |
| 5     | Neuseeland | Melissa Ingram   | 02:09,98 |
| 6     | Kanada     | Genevieve Cantin | 02:11,56 |
| 7     | Kanada     | Lauren Lavigna   | 02:11,89 |
| 8     | Japan      | Marie Kamimura   | 02:12,21 |

### Brust

#### 50 m Brust
Finale am 20. August
| Platz | Land       | Athlet          | Zeit     |
| ----- | ---------- | --------------- | -------- |
| 1     | USA        | Jessica Hardy   | 00:30,03 |
| 2     | Australien | Leiston Pickett | 00:30,75 |
| 3     | Australien | Leisel Jones    | 00:30,78 |
| 4     | USA        | Ann Chandler    | 00:31,20 |
| 5     | Japan      | Satomi Suzuki   | 00:31,49 |
| 6     | Kanada     | Chelsey Salli   | 00:31,55 |
| 7     | Japan      | Mina Matsushima | 00:32,00 |
| 8     | Kanada     | Ashley McGregor | 00:32,01 |

#### 100 m Brust
Finale am 19. August
| Platz | Land       | Athlet          | Zeit        |
| ----- | ---------- | --------------- | ----------- |
| 1     | USA        | Rebecca Soni    | 01:04,93 CR |
| 2     | Australien | Leisel Jones    | 01:05,66    |
| 3     | Australien | Sarah Katsoulis | 01:07,04    |
| 4     | Japan      | Satomi Suzuki   | 01:07,05    |
| 5     | USA        | Amanda Beard    | 01:07,49    |
| 6     | Kanada     | Annamay Pierse  | 01:07,90    |
| 7     | Japan      | Mina Matsushima | 01:08,32    |
| 8     | Kanada     | Jillian Tyler   | 01:08,45    |

#### 200 m Brust
Finale am 21. August
| Platz | Land       | Athlet          | Zeit        |
| ----- | ---------- | --------------- | ----------- |
| 1     | USA        | Rebecca Soni    | 02:20,69 CR |
| 2     | Australien | Leisel Jones    | 02:23,23    |
| 3     | Kanada     | Annamay Pierse  | 02:23,65    |
| 4     | Japan      | Satomi Suzuki   | 02:23,83    |
| 5     | USA        | Amanda Beard    | 02:24,30    |
| 6     | Australien | Sarah Katsoulis | 02:24,38    |
| 7     | Japan      | Rie Kaneto      | 02:24,85    |
| 8     | Kanada     | Martha McCabe   | 02:27,33    |

### Lagen

#### 200 m Lagen
Finale am 21. August
| Platz | Land       | Athlet            | Zeit        |
| ----- | ---------- | ----------------- | ----------- |
| 1     | Australien | Emily Seebohm     | 02:09,93 CR |
| 2     | USA        | Ariana Kukors     | 02:10,25    |
| 3     | USA        | Caitlin Leverenz  | 02:11,21    |
| 4     | Kanada     | Julia Wilkinson   | 02:11,32    |
| 5     | Australien | Alicia Coutts     | 02:11,88    |
| 6     | Kanada     | Erica Morningstar | 02:12,35    |
| 7     | Neuseeland | Natalie Wiegersma | 02:14,36    |
| 8     | Japan      | Izumi Kato        | 02:14,51    |

#### 400 m Lagen
Finale am 19. August
| Platz | Land       | Athlet               | Zeit     |
| ----- | ---------- | -------------------- | -------- |
| 1     | USA        | Elizabeth Beisel     | 04:34,69 |
| 2     | Australien | Samantha Hamill      | 04:37,84 |
| 3     | USA        | Caitlin Leverenz     | 04:38,03 |
| 4     | Japan      | Izumi Kato           | 04:40,43 |
| 5     | Neuseeland | Natalie Wiegersma    | 04:41,93 |
| 6     | Kanada     | Alexandra Komarnycky | 04:42,25 |
| 7     | Japan      | Maiko Fujino         | 04:42,28 |
| 8     | Kanada     | Lindsay Seemann      | 04:45,36 |

### Staffel

#### Staffel 4 × 100 m Freistil
Finale am 20. August
| Platz | Land       | Athleten                                                                 | Zeit        |
| ----- | ---------- | ------------------------------------------------------------------------ | ----------- |
| 1     | USA        | - Natalie Coughlin - Jessica Hardy - Amanda Weir - Dana Vollmer          | 03:35,11 CR |
| 2     | Australien | - Yolane Kukla - Emily Seebohm - Alicia Coutts - Felicity Galvez         | 03:38,06    |
| 3     | Kanada     | - Victoria Poon - Julia Wilkinson - Erica Morningstar - Genevieve Saumur | 03:38,14    |
| 4     | Japan      | - Haruka Ueda - Yayoi Matsumoto - Tomoko Hagiwara - Hanae Itō            | 03:38,86    |
| 5     | Neuseeland | - Hayley Palmer - Tash Hind - Amaka Gessler - Penny Marshall             | 03:42,15    |

#### Staffel 4 × 200 m Freistil
Finale am 19. August
| Platz | Land       | Athleten                                                                   | Zeit        |
| ----- | ---------- | -------------------------------------------------------------------------- | ----------- |
| 1     | USA        | - Dana Vollmer - Morgan Scroggy - Katie Hoff - Allison Schmitt             | 07:51,21 CR |
| 2     | Australien | - Blair Evans - Kylie Palmer - Katie Goldman - Meagen Nay                  | 07:52,64    |
| 3     | Kanada     | - Genevieve Saumur - Julia Wilkinson - Barbara Jardin - Samantha Cheverton | 07:54,32    |
| 4     | Japan      | - Haruka Ueda - Hanae Itō - Yayoi Matsumoto - Risa Sekine                  | 07:57,63    |
| 5     | Neuseeland | - Lauren Boyle - Tash Hind - Amaka Gessler - Melissa Ingram                | 07:59,80    |
| 6     | Brasilien  | - Manuella Lyrio - Tatiana Lemos-Barbosa - Joanna Maranhão - Sarah Correa  | 08:18,20    |

#### Staffel 4 × 100 m Lagen
Finale am 21. August
| Platz | Land       | Athleten                                                             | Zeit        |
| ----- | ---------- | -------------------------------------------------------------------- | ----------- |
| 1     | USA        | - Natalie Coughlin - Rebecca Soni - Dana Vollmer - Jessica Hardy     | 03:55,23 CR |
| 2     | Australien | - Emily Seebohm - Leisel Jones - Alicia Coutts - Yolane Kukla        | 03:56,96    |
| 3     | Japan      | - Aya Terakawa - Satomi Suzuki - Yuka Katō - Haruka Ueda             | 03:57,75    |
| 4     | Kanada     | - Julia Wilkinson - Annamay Pierse - Katerine Savard - Victoria Poon | 04:03,08    |
| 5     | Brasilien  |                                                                      | DNS         |

### Langdistanz

#### 10 Kilometer
Finale am 22. August
| Platz | Land       | Athlet               | Zeit        |
| ----- | ---------- | -------------------- | ----------- |
| 1     | USA        | Christine Jennings   | 2:00:33,834 |
| 2     | USA        | Eva Fabian           | 2:00:35,759 |
| 3     | USA        | Emily Brunemann      | 2:00:37,866 |
| 4     | USA        | Haley Anderson       | 2:00:40,975 |
| 5     | Australien | Melissa Gorman*      | 2:00:56,579 |
| 6     | Kanada     | Zsofia Balazs        | 2:02:23,355 |
| 7     | Australien | Danielle Defrancesco | 2:02:26,459 |
| 8     | Neuseeland | Cara Baker           | 2:03:44,481 |

- * Obwohl die Australierin Melissa Gorman nur mit der fünftschnellsten Zeit ins Ziel kam, bekam sie trotzdem die Bronzemedaille als beste nicht US-Amerikanerin überreicht, da nach geltenden Regeln der Pan Pacific Swimming Association nur zwei Schwimmer pro Nation berechtigt sind, Medaillen zu bekommen.[45]